# موينغا
موينغا (بالإنجليزية: Muyinga)‏ هي مدينة في بوروندي، وهي عاصمة مقاطعة موينغا.
يبلغ عدد سكانها حوالي 9,609 نسمة.